# Atylotus basicallus
Atylotus basicallus är en tvåvingeart som först beskrevs av Szilady 1926.  Atylotus basicallus ingår i släktet Atylotus och familjen bromsar.
Artens utbredningsområde är Iran. Inga underarter finns listade i Catalogue of Life.